# Aiki
Aiki (em japonês:  合氣) é um princípio dogmático das artes marciais japonesas, que descreve uma forma de abordar o contendor, em vez de pura e simplesmente opor-se a ele, harmonizar-se e usar da própria energia do oponente e canalisá-la de volta. É o princípio basilar do estilo Daito-ryu, de jujutsu, e de seu descendente, aiquidô.
O termo, formado por dois ideogramas kanji: o primeiro, «ai», significa «unir», «mesclar»; o segundo, «ki», a energia presente no corpo, isto é, em todos os corpos. Assim, o termo quer significar não somente que se devam harmonizar dois corpos, mas que essa harmonia é derivada da própria união (física) desses corpos.